# Jaime Luciano Balmes

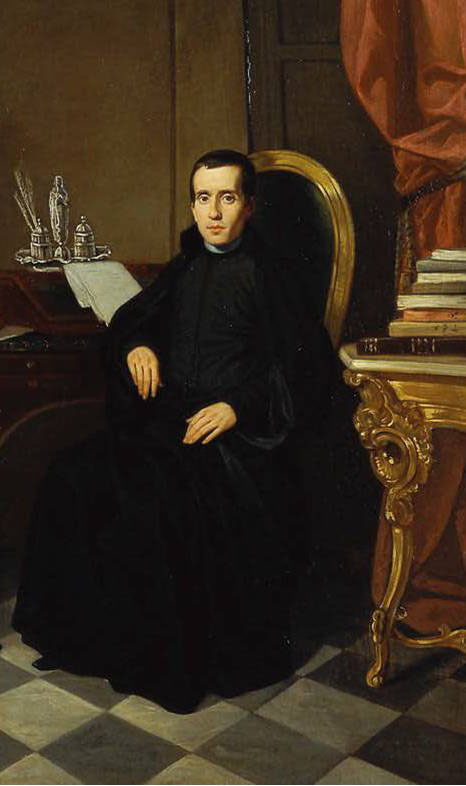
Jaume Llucià Balmes i Urpià

Jaume Llucià Balmes i Urpià, född 28 augusti 1810 i Vic, död 9 juli 1848 i Barcelona, var en spansk teolog och filosof.
Balmes verkade genom talrika skrifter för den ultramontana katolicismen i Spanien och räknas som en av den romersk-katolska kyrkans främsta apologeter. Hans största verk är El protestantismo comparado con el catolicismo, och hans filosofiska inriktning framträder allra bäst i Filosofica fundamental, som går tillbaka på medeltida skolastisk tradition.